# 像法
像法（ぞうぼう）とは、仏教で、正法に似た仏法のことをいう。「像」とは「似」の意味である。
また、釈迦の入滅後の500年から1,000年の間（又は1000年から2000年の間）の時期のことをいう。前の時代を正法、後の時代を末法という。正・像・末の三時のひとつである。
像法の時代には仏法と修行者は存在するが、それらの結果としての証が滅するため、悟りを開く者は存在しないとされる。
民衆の仏法に対する素養（機根）は正法時代より劣るが、仏法を盛んに修行する姿は正法時代に似ており、形式化されて仏法が伝えられ利益をもたらす時代とする。『大集月蔵経』などでは、読誦多聞堅固・多造塔寺堅固の二つの五百年であるとされている。読誦多聞堅固（どくじゅたもんけんご）とは、経文の読誦や教義の研究論議が盛んに行われて利益のある時代、次の五百年を多造塔寺堅固（たぞうとうじけんご）といって、塔や寺が盛んに建造されて利益のある時代とする。
また、日本では、1051年（永承6年）で像法の時代が終了したとされ、その年限の接近に従って、次第に末法の世の到来への危機意識が高まることとなった。
三時の数え方には諸説あり、一説には、
- 正法　 1,000年
- 像法　 1,000年
- 末法　10,000年(尽未来際)

とされている。